# Station Hilter
Station Hilter (Haltepunkt Hilter) is een spoorwegstation in de Duitse plaats Hilter am Teutoburger Wald, in de deelstaat Nedersaksen. Het station ligt aan de spoorlijn Brackwede - Osnabrück. Het station telt één perronspoor.
Op het station stoppen alleen treinen van de NordWestBahn. Het station en de spoorlijn is niet in beheer bij DB Station&Service AG, maar in beheer bij de VLO (Verkehrsgesellschaft Landkreis Osnabrück). Hierdoor is het station niet gecategoriseerd. 

## Treinverbindingen
De volgende treinserie doet station Hilter aan:
| Serie | Treinsoort                  | Route                                                  | Bijzonderheden                                      |
| ----- | --------------------------- | ------------------------------------------------------ | --------------------------------------------------- |
| RB 75 | Regionalbahn (NordWestBahn) | Bielefeld Hbf – Halle (Westf) – Hilter – Osnabrück Hbf | Haller Willem 2x per uur, 1x per uur in het weekend |